# Hedana valida
Hedana valida är en spindelart som beskrevs av Ludwig Carl Christian Koch 1875. Hedana valida ingår i släktet Hedana och familjen krabbspindlar. Inga underarter finns listade i Catalogue of Life.